# Keleti kabócamajom
A keleti kabócamajom vagy feketearcú kabócamajom (Callicebus personatus) az emlősök (Mammalia) osztályának a főemlősök (Primates) rendjéhez, ezen belül a sátánmajomfélék (Pitheciidae) családjához tartozó faj.

## Előfordulása
Brazília keleti felén honos, az Atlanti-óceán part menti esőerdeiben, ezért az amerikaiak Atlanti titi majom néven ismerik.

## Megjelenése
Testhossza 90 cm, ebből 50–55 cm a farok. Testfelépítése zömök, bundája sűrű. Arca kerek, sötét; orra lapos, orrlyukai kifele néznek, s tágak. Háta barnásszürkétől barnásvörösig változhat. Homloka általában szürke. Fontos ismertetőjele az arc körüli fekete szőrzet, mivel bundája az egyes alfajoknál nagyon változó színekben játszik. Végtagjai szürke és barna színűek. Tenyere és kézfeje sötét. Hasi oldala a legtöbb esetben fakó barna, vagy szürkésbarna. Farka vastag, hosszú és bozontos, vörösesbarna és sárgásvörös szokott lenni.

## Életmódja
Életmódjuk jellemző a családra. Csoportosan, kis kolóniákban élnek. Egész nap együtt vannak. Lassan mozognak az ágak között, mégis könnyű észrevenni őket, mivel az alsó szintet szeretik az erdőben. Fő táplálékuk gyümölcsök, rovarok és levelek, ezeket együtt kutatják fel. Territóriumuk határait énekükkel tudatják a rivális csoportokkal. Estére összegyűlnek egy megszokott helyen, ahol „közös foglalkozással” ütik el az időt. Az éjszakát a lombok között töltik.

## Külső hivatkozás
- Flickr.com - kép a fajról